# Алейникова, Арина Петровна
Ари́на Петро́вна Але́йникова (род. 30 августа 1943) — советская актриса.

## Биография
Родилась 30 августа 1943 года. Дочь актёра Петра Алейникова. Окончила Всесоюзный государственный институт кинематографии (мастерская Льва Свердлина). В юности была комсомолкой. Дебютировала в кино в 1963 году, сыграв эпизодические роли в фильмах «Живые и мёртвые» и «Я шагаю по Москве». В основном играла небольшие роли, в 1974 году снялась в документальном фильме о своём отце «Пётр Мартынович и годы большой жизни». Во второй половине 1980-х уехала в США, где проживает с семьей. Работала социальным работником. В кино не снимается.
Была замужем за Валерием Натановичем Нисановым (1945—2008, Нью-Йорк), фотохудожником. В США издавал газету «Новый русский», выпускал литературно-художественный журнал Американского Пушкинского Фонда.

## Фильмография
- 1962 — Течёт Волга
- 1963 — Живые и мёртвые — Ленка
- 1963 — Я шагаю по Москве — девушка, танцующая на аэродроме
- 1964 — Добро пожаловать, или Посторонним вход воспрещён — Валя, пионервожатая
- 1964 — Первый снег
- 1965 — Звонят, откройте дверь — учительница русского языка
- 1965 — Похождения зубного врача — врач поликлиники
- 1966 — Я родом из детства — Вера
- 1966 — Утоление жажды — Марина Марютина
- 1968 — Три дня Виктора Чернышёва — Нелли Смирнова, технолог
- 1968 — Как велит сердце — Лена
- 1968 — Пассажир с «Экватора» — Наташа, медсестра
- 1968 — Улыбнись соседу — Маша Иванова, врач-стоматолог
- 1970 — Смерти нет, ребята! — Таня Королёва, санитарка
- 1972 — Познай себя — Светик
- 1973 — Капля в море — Юлия Николаевна, учительница младших классов
- 1973 — Тот, кто меня спас — Нина Казакова
- 1974 — Пётр Мартынович и годы большой жизни — камео
- 1975 — Сто дней после детства — врач
- 1975 — Катина служба — жена Боровикова
- 1977 — Смятение чувств — учительница
- 1978 — Сюда не залетали чайки — мачеха Ильи
- 1984 — Блистающий мир — мать мальчика
- 1985 — Картина — Любовь Вадимовна, заведующая библиотекой
- 1985 — Человек с аккордеоном — мать Дмитрия Громцева
- 1985 — И на камнях растут деревья
- 1987 — Клуб женщин — ассистентка режиссера